# Hersenzenuw

Links: Hersenbasis gezien vanaf onder, met de hersenzenuwen in kleuren aangegeven.
Rechts: Schedelbasis, met (in het donker) de zogenaamde foramina, waardoor de meeste zenuwen de schedel verlaten.

Onder hersenzenuwen of craniale zenuwen worden de zenuwen verstaan die rechtstreeks uit de hersenen en hersenstam ontspringen. Hersenzenuwen worden hiermee onderscheiden van de rugzenuwen, die uit het ruggenmerg ontspringen. Hersenzenuwen geven informatie door tussen het brein en verschillende delen van het lichaam, met name in gebieden in het hoofd en de nek.
Ruggenmergzenuwen ontspringen achtereenvolgens uit het ruggenmerg, waarbij de eerste ontspringt uit de ruimte net boven de eerste halswervel. De hersenzenuwen ontspringen uit het centrale zenuwstelsel (CZS), boven dat niveau. Elk paar hersenzenuwen komt voor aan beide kanten van het lichaam (symmetrie). Afhankelijk van de precieze definitie, hebben mensen twaalf of dertien paar hersenzenuwen, die worden aangegeven met de Romeinse cijfers I–XII. "Hersenzenuw nul", ook wel de "nervus terminalis" (eindzenuw), wordt soms ook inbegrepen. De nummering van de hersenzenuwen is gebaseerd op de volgorde waarin zij ontspringen uit de hersenstam, van voor naar achter.
De nervus terminalis, de nervus olfactorius (N. I) en de nervus opticus (N. II) ontspringen uit het prosencephalon of voorhersenen. De andere tien paar ontspringen uit de hersenstam, het diepste deel van de hersenen.
De hersenzenuwen maken deel uit van het perifere zenuwstelsel (PZS), hoewel N. I en N. II op structureel niveau eigenlijk beter bij het centrale zenuwstelsel passen.

## Omschrijving

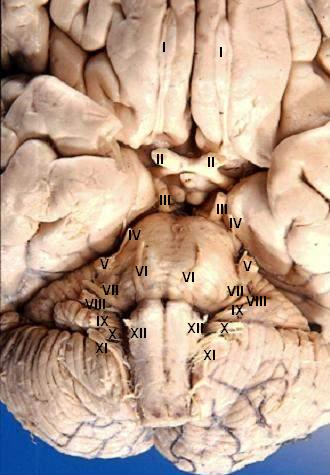
De hersenbasis met de hersenzenuwen

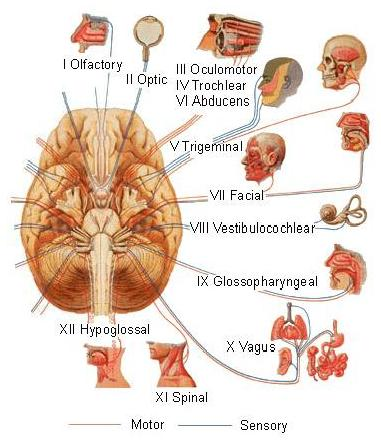
Schema van de hersenzenuwen

Mensen hebben in principe twaalf paar hersenzenuwen. De verschillende zenuwen zijn vernoemd naar hun functie, en aangezien Latijn de lingua franca is in de geneeskunde, staan ze internationaal bekend onder hun Latijnse naam. In de tabel hieronder worden alle hersenzenuwen genoemd, met daarbij de Nederlandse vertaling en een korte omschrijving. De hersenzenuwen zijn genummerd op hun rostraal-caudale positie (van voor naar achter). Dit houdt in dat N. I, de nervus olfactorius, het meest vooraan ligt in de hersenen. Als het brein uit de schedel wordt verwijderd, zijn de zenuwen in hun numerieke volgorde te zien.
Een Duits onderzoeker ontdekte in 1878 een dertiende paar hersenzenuwen in haaien. In 1913 werd de zenuw, die vaak wordt aangeduid als hersenzenuw nul of nervus terminalis, ook bij mensen gevonden. Uit een studie uit 1990 is gebleken dat de dertiende hersenzenuw bij de meeste mensen voorkomt. De zenuw is echter erg klein en het is onduidelijk wat voor functie de zenuw heeft in mensen.
De hersenzenuwen lopen zowel binnen als buiten de schedel. De paden binnen de schedel worden "intracranieel" genoemd, terwijl de paden buiten de schedel "extracranieel" worden genoemd. In de schedel zitten gaten, zogenaamde "foramina", waardoor de zenuwen de schedel kunnen verlaten. Zoals eerder genoemd bestaan alle hersenzenuwen in paren, wat inhoudt dat ze allemaal aan zowel de linker- als de rechterkant van het lichaam voorkomen. Wanneer een spier of lichaamsfunctie wordt aangestuurd door een zenuw die aan dezelfde kant van het lichaam ontspringt, wordt dit een ipsilaterale (Latijn voor "dezelfde kant") functie genoemd. Wanneer de functie aan de andere kant van het lichaam ligt dan de oorsprong van de zenuw, wordt dit een contralaterale ("tegengestelde kant") functie genoemd.
| Nr.     | Type       | Latijnse naam              | Nederlandse naam           | Omschrijving |
| ------- | ---------- | -------------------------- | -------------------------- | --- |
| N. I    | sensorisch | nervus olfactorius         | reukzenuw                  | Strikt gezien is dit geen echte zenuw, omdat hij bestaat uit de nervi olfactorii, gebundelde uitlopers van de zintuigcellen in het reukepitheel. |
| N. II   | sensorisch | nervus opticus             | gezichtszenuw, oogzenuw    | De 'oogzenuw' vormt de verbinding tussen de hersenen en het oog. |
| N. III  | motorisch  | nervus oculomotorius       | oogbewegingszenuw          | Deze hoofdzakelijk motorische zenuw stuurt de m. levator palpebrae superioris, dat is de spier die het bovenste ooglid optilt, en vier van de zes (per oog) uitwendige oogspieren, die het oog bewegen: 1 de m. rectus superior (omhoog kijken), 2 de m. rectus inferior (omlaag kijken), 3 de m. rectus medialis (naar binnen kijken) en 4 de m. obliquus inferior (omhoog kijken en rotatie van het oog). Daarnaast geleidt deze zenuw de proprioceptie van dezelfde intrinsieke oogspieren (dit is het sensorische deel van deze zenuw). Met deze zenuw lopen ook zenuwvezels uit de zogenaamde kern van Edinger-Westphal mee die de inwendige oogspieren van de pupil en de ooglens aansturen. |
| N. IV   | motorisch  | nervus trochlearis         | katrolzenuw                | De zenuw die de m. obliquus superior verzorgt. Dit is samen met de m. obliquus inferior een van de twee zg. schuine oogspieren die de meest complexe invloed hebben op de bewegingen van het oog. Het effect ervan is mede afhankelijk van de stand van het oog. Voornaamste functies zijn bij het naar beneden kijken en het laten roteren van het oog om de lengte-as. |
| N. V    | gemengd    | nervus trigeminus          | drielingzenuw              | Verzorgt de sensibiliteit (het gevoel) van het gelaat en de kauwspieren. Deze splitst zich in drie takken: 1 de n. ophthalmicus, 2 de n. maxillaris en 3 de n. mandibularis. |
| N. VI   | motorisch  | nervus abducens            |                            | De zenuw om het oog naar buiten te draaien. De zenuw die de m. rectus lateralis innerveert, dit is de oogspier die het oog naar lateraal (naar buiten) laat bewegen oftewel abduceert. De zenuw is voor een deel sensibel omdat hij tevens de propriosensoriek van de laterale extrinsieke oogspier verzorgt. |
| N. VII  | gemengd    | nervus facialis            | aangezichtszenuw           | Verzorgt de gelaatsspieren (mimiek), regelt de functie van de onderkaakspeekselklier en de smaakgewaarwording van het voorste 2/3 deel van de tong. De laatste twee via de chorda tympani, die zich al vroeg van de N.VII afsplitst, door het middenoor loopt en zich uiteindelijk bij de n. mandibularis, de derde tak van N.V voegt. |
| N. VIII | sensorisch | nervus vestibulocochlearis | gehoor- en evenwichtszenuw | Vroeger ook nervus (stato-)acusticus of nervus octavus genoemd. Bestaat uit twee delen: 1. vestibulair deel (innerveert evenwichtsorgaan) 2. cochleair deel (verantwoordelijk voor het horen). Beide verlaten de schedel door de interne gehoorgang (meatus acusticus internus) |
| N. IX   | gemengd    | nervus glossopharyngeus    | tong-keelzenuw             | Verzorgt de smaaksensatie van het achterste 1/3 deel van de tong en stuurt spieren in de keel aan. |
| N. X    | gemengd    | nervus vagus               | zwervende zenuw            | Vroeger ook nervus parasympaticus genoemd. Heeft vele functies in het hele lichaam: Bestuurt o.a. de stembanden en een deel van de keelspieren, de sensibiliteit in keel en gehoorgang, en is de grote zenuw van het parasympathisch zenuwstelsel en als zodanig belangrijk voor het vertragen van de hartslag, het verlagen van de bloeddruk (flauwvallen of de vagale reactie) en het bevorderen van de activiteit van het spijsverteringsstelsel. De nervus vagus is tevens een belangrijke sensorische zenuw van hart, longen en buikorganen. De nervus vagus geeft beiderzijds onder andere takken naar de hersenvliezen en de gehoorgang af, loopt in de hals beiderzijds langs de halsslagaders, geeft takken naar de bloeddrukregelaar in de halsslagader, de longen en het hart af en daarna de stembandzenuw (de nervus recurrens laryngicus) af, die om de grote slagaders heen buigt en langs de luchtpijp terug loopt naar het strottenhoofd, en vormt een plexus op de slokdarm, waarvandaan de takken onder andere naar de maag lopen. |
| N. XI   | motorisch  | nervus accessorius         | bijkomstige zenuw          | Stuurt enkele halsspieren aan, namelijk de m. sternocleidomastoideus en m. trapezius. Ontspringt als enige hersenzenuw uit het ruggenmerg. |
| N. XII  | motorisch  | nervus hypoglossus         | ondertongzenuw             | Verzorgt de tongspieren en enkele halsspieren. |

## Functie en disfunctie
De hersenzenuwen geven zowel motorische als sensorische informatie door aan verschillende gebieden in het lichaam, voornamelijk die in het hoofd en de nek. De sensorische informatie omvat zowel generieke sensatie, zoals temperatuur en tast, als gespecialiseerde sensatie, zoals smaak, zicht, reuk, evenwicht en gehoor.
De nervus vagus (N. X) geeft sensorische en autonomisch (parasympathisch) motorische informatie door aan structuren in de nek en het merendeel van de organen in de borst en buik.

### Reuk (N. I)
De nervus olfactorius (N. I) geeft de reukzin door.
Schade aan de nervus olfactorius kan ervoor zorgen dat iemand niet meer kan ruiken (anosmie), of leiden tot een verstoring van de reukzin (parosmie), of een verstoring of gebrek aan smaak. Als het vermoeden bestaat dat de reukzin is aangetast, wordt elk neusgat getest met monsters van bekende geuren zoals koffie of zeep. Wanneer iemand intens aan bepaalde stoffen, waaronder ammoniak, ruikt, kunnen de pijnreceptoren (nociceptors) van de nervus trigeminus die zich in de neusholte bevinden, worden geactiveerd. Dit kan het testen van de reukzin verstoren en wordt daarom vermeden.

### Zicht (N. II)
De nervus opticus (N. II) geeft visuele informatie door van de ogen naar het centrum voor visuele verwerking, in de occipitale kwab.
Wanneer de nervus opticus beschadigd is, worden bepaalde aspecten van het zicht aangetast, afhankelijk van waar de schade zit. Zo kan het voorkomen dat iemand geen objecten meer kan zien aan de linker- of rechterkant van het gezichtsveld (homonieme hemianopsie). Het is ook mogelijk dat iemand objecten aan de randen van het gezichtsveld niet meer kan zien (bitemporale hemianopsie), als ook het chiasma opticum is beschadigd. Het zicht kan worden getest door het gezichtsveld te onderzoeken, of door het netvlies te onderzoeken met een oftalmoscoop (funduscopie). Het testen van het gezichtsveld kan worden gebruikt om structurele laesies in de nervus opticus of verder in de visuele paden aan te wijzen.

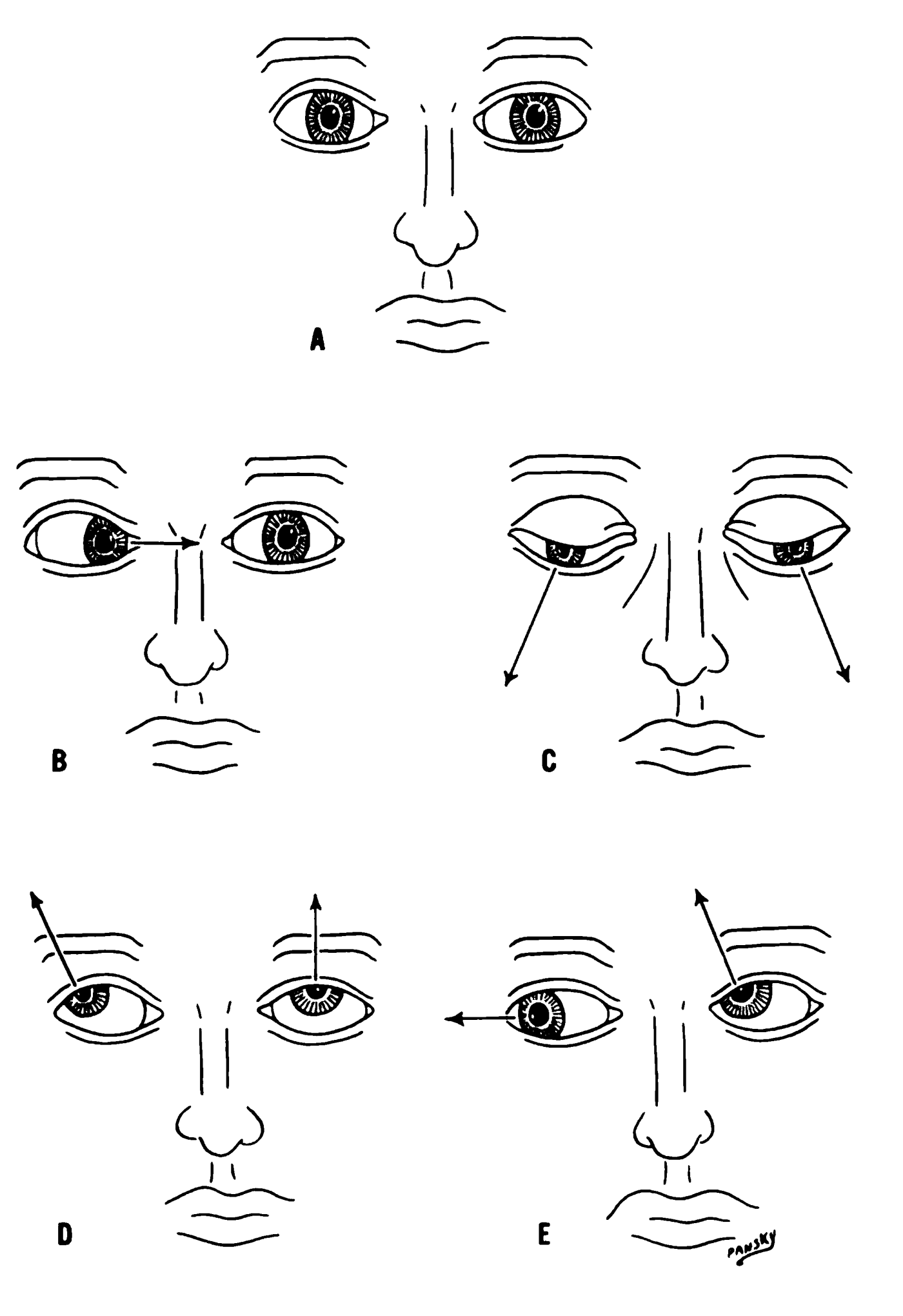
Verschillende afwijkingen aan de ogen vanwege beschadigingen aan de hersenzenuwen

### Oogbeweging (N. III, IV & VI)
De nervus oculomotorius (N. III), nervus trochlearis (N. IV) en nervus abducens (N. VI) sturen samen oogbewegingen aan.
Schade aan nervi III, IV en VI kan de beweging van de oogbal aantasten. Eén of beide ogen kunnen worden aangetast, maar in beide gevallen treedt waarschijnlijk dubbelzien (diplopie) op omdat de bewegingen van de ogen niet meer synchroon zijn. Nervi III, IV en VI worden getest door te kijken hoe het oog een object, zoals een vinger, volgt op verschillende plekken. Het object kan in verschillende richtingen worden bewogen om ook de achtervolgingssnelheid te testen. Als de ogen niet samenwerken, komt dit hoogstwaarschijnlijk door schade aan een specifieke hersenzenuw of de bijbehorende nuclei.
Schade aan de nervus oculomotorius (N. III) kan leiden tot dubbelzien en tot een onvermogen om de bewegingen van beide ogen te coördineren (strabisme). Ook kan het leiden tot het afhangen van één of beide oogleden (ptose) en pupilverwijding (mydriase). Verder kunnen laesies leiden tot het onvermogen om het oog te openen, doordat de musculus levator palpebrae superioris verlamd is geraakt. Soms compenseren mensen die een laesie hebben aan N. III voor hun symptomen door het hoofd te draaien.
Een beschadigde nervus trochlearis (N. IV) kan ook leiden tot diplopie. Het resultaat is een oog dat niet meer goed naar beneden kan bewegen, vooral wanneer het zich in een inwaartse positie bevindt. Dit komt doordat de bovenste schuine oogspier beperkt wordt, omdat deze wordt aangestuurd door N. IV.
Ook schade aan de nervus abducens (N. VI) kan leiden tot diplopie. Dit komt doordat de zijdelingse rechte oogspier wordt aangestuurd door N. VI.

### Trigeminus (N. V)
De nervus trigeminus (N. V) bestaat uit drie onderdelen: De nervus ophtalmicus (V1), de nervus maxillaris (V2) en de nervus mandibularis (V3). Samen zorgen de zenuwen voor het gevoel in de huid van het gezicht en de kauwspieren.
Wanneer de nervus trigeminus is aangetast, kunnen onder andere trigeminusneuralgie, clusterhoofdpijn, en trigeminusgordelroos ontstaan. Trigeminusneuralgie treedt vaak pas na middelbare leeftijd op en leidt tot ernstige pijn, verdeeld over het gebied dat geïnnerveerd wordt door de nervus maxillaris en mandibularis (V2 en V3).

### Gezichtsuitdrukking (N. VII)
De nervus facialis (N. VII) stuurt gezichtsuitdrukkingen aan.
Laesies in N. VII kunnen leiden tot verlamming van de spieren aan één of beide kanten van het gezicht. Een veelvoorkomende en vaak tijdelijke variant hiervan is de aangezichtsverlamming van Bell, waarbij de ipsilaterale spieren voor gezichtsuitdrukking worden aangetast. De wenkbrauw wordt opgetrokken en er ontstaan groeven in de huid van het voorhoofd. Daarnaast hebben de patiënten vaak last van een hangende mondhoek aan de kant waar de laesie is opgetreden en kunnen vaak ook niet goed kauwen doordat de wangspier wordt aangetast.

### Gehoor en evenwicht (N. VIII)
De nervus vestibulocochlearis (N. VIII) splitst zich op in de nervus vestibularis en de nervus cochlearis. De n. vestibularis innerveert de delen van het binnenoor die informatie over evenwicht doorgeven en een belangrijk deel uitmaken van de vestibulo-oculaire reflex, die zorgt dat het hoofd stabiel blijft en dat de ogen bewegende voorwerpen kunnen volgen. De n. cochlearis geeft informatie uit de cochlea, waardoor geluid kan worden waargenomen.
Een beschadigde n. vestibularis kan zorgen dat iemand een duizelig gevoel, of het gevoel heeft dat hij/zij ronddraait, geven. Het functioneren van de n. vestibularis kan worden getest door koud en warm water in de oren te laten lopen en te kijken naar de oogbewegingen in reactie op warmtestimulatie. Schade aan N. VIII kan daarnaast leiden tot terugkerende en onvrijwillige oogbewegingen (nystagmus), voornamelijk wanneer iemand in een horizontaal vlak kijkt. Schade aan de n. cochlearis leidt tot gedeeltelijke of totale doofheid in het getroffen oor.

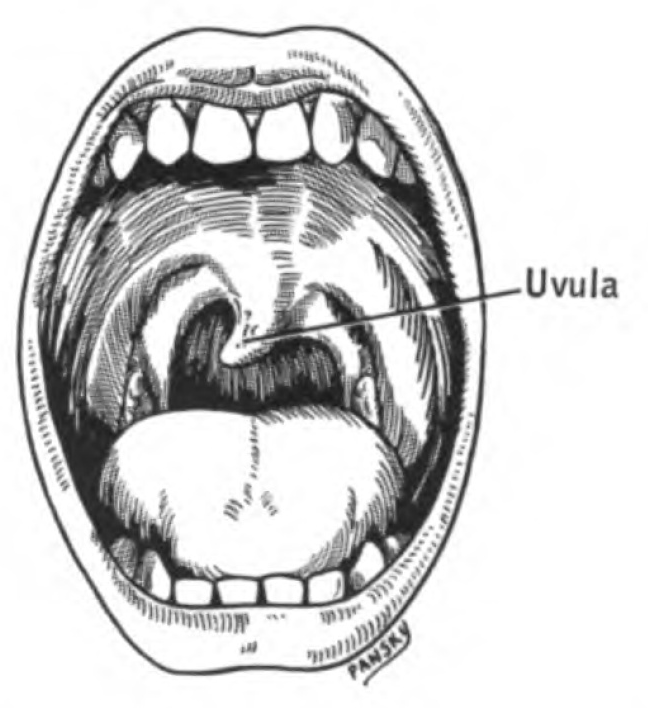
Afwijkende huig door een laesie in N.X, gezien ook de boog van het zachte verhemelte gezakt is. Ook bestempeld als perifere nervus vagus verlamming. De huig zal naar de niet-aangetaste kant uitwijken.

### Orale sensatie, smaak en speekselafscheiding (N. IX)
De nervus glossopharyngeus (N. IX) innerveert de musculus stylopharyngeus en geeft sensorische informatie door aan de orofarynx en het achterste gedeelte van de tong. Daarnaast innerveert N. IX de oorspeekselklier.
Wanneer de kokhalsreflex aan één kant van het lichaam ontbreekt, kan dit duiden op een laesie aan N. IX, of mogelijk aan N. X.

### Vagus (N. X)
De nervus vagus (N. X) vervult meerdere functies in zowel het hoofd als andere delen van het lichaam.
Wanneer de nervus vagus niet goed meer functioneert, leidt dit tot een gebrek aan parasympathische innervatie aan een groot aantal structuren in het lichaam. De meest opvallende effecten zijn het stijgen van de bloeddruk en hartslag. Het komt vrijwel nooit voor dat puur en alleen de nervus vagus wordt beschadigd, maar het kan worden opgemerkt door een schorre stem wanneer een van de aftakkingen is beschadigd. Daarnaast kan het leiden tot moeite met slikken.

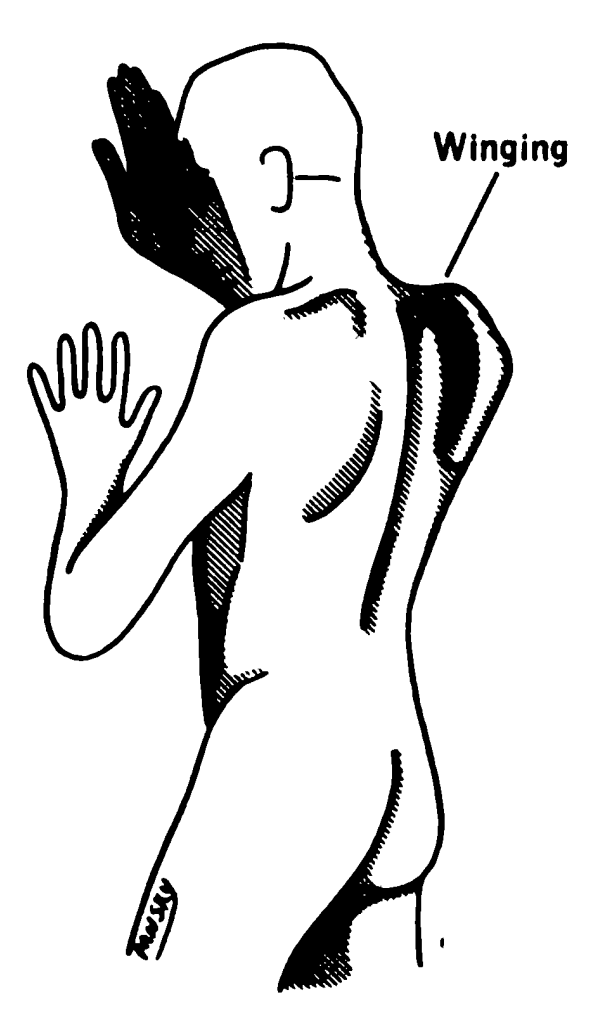
Een gevleugeld schouderblad ("winging") kan ontstaan door schade aan de nervus thoracicus longus. Winging ontstaat door afname van kracht van de m. serratus anterior (en heeft niets te maken met de n. accessorius).

### Schouders ophalen en hoofd draaien (N. XI)
De nervus accessorius (N. XI) stuurt spieren in de hals en nek aan.
Schade aan de nervus accessorius leidt tot ipsilaterale zwakte in de monnikskapspier. Dit kan worden getest door de patiënt te vragen zijn schouders op te halen; wanneer N. XI is beschadigd, kan dit leiden tot een onvermogen om het schouderblad op te tillen, omdat alleen de schouderbladheffer deze rol nog kan vervullen en hier te weinig kracht voor heeft. Afhankelijk van de locatie van de laesie kan er ook zwakte ontstaan in de musculus sternocleidomastoideus, die wordt gebruikt om het gezicht naar weerskanten van het lichaam te draaien.

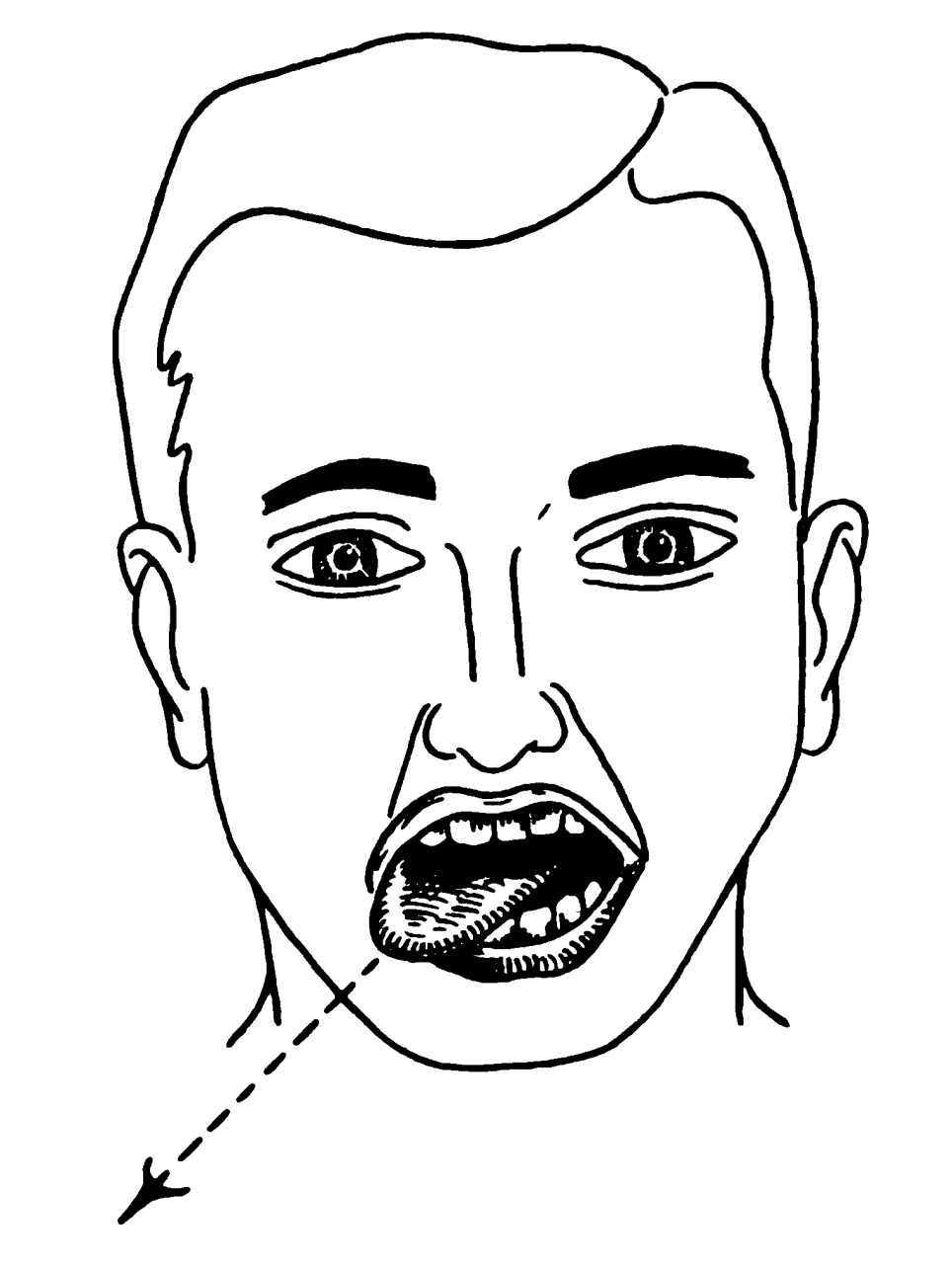
Beschadiging aan de nervus hypoglossus leidt tot het onvermogen om de tong rechtuit te steken.

### Tongbeweging (N. XII)
De nervus hypoglossus (N. XII) is de enige hersenzenuw die door de motorische schors van beide hemisferen van het brein wordt aangestuurd. De zenuw stuurt de tong aan.
Schade aan de zenuw op een laag motorneuronniveau kan leiden tot groefvorming in de tong, of atrofie van de tongspieren. Van de groeven in de tong wordt gezegd dat het lijkt op een 'zak wormen'. Hogere beschadigde motorneuronen geven geen atrofie of groefvorming, maar alleen zwakte in de bijbehorende spieren. Als de zenuw beschadigd raakt, kan dit leiden tot beperking van de beweging van de tong aan één kant. Wanneer de tong wordt uitgestoken, wijkt deze af naar de beschadigde, zwakkere kant (zie afbeelding rechts).

## Ezelsbruggetjes
Voor het in volgorde onthouden van de namen van alle hersenzenuwen hebben studenten veel ezelsbruggetjes bedacht. De bekendste in het Nederlands en Engels (nog uitgaande van de oude benamingen van de nervus vestibulocochlearis) zijn:
- Op Ons Oude Tuin Terras At Frans Verse Groenten Van Albert Heijn
- Op Ons Oude Tuin-Terras Aait Frida Staande Achter Glas Vele Aardige Heren
- O, O, O, Trijntje, Trijntje, als Frits straks alles gaat vertellen aan Heintje
- O, O, O, Tineke toch, als Frans straks geld voor Annie heeft
- O, O, O, Trijntje, Trijntje, als Frits ons geheim vertelt aan Heintje
- On old Olympus topmost top, a fat sick German viewed a hop
- Oh, Oh, Oh, that true act for vain glows vaguely and hazy

En om te onthouden welke sensorisch, motorisch of beide zijn geldt:
- Some say: 'marry money', but my brother says: 'bad business marries money'